# هيديمي جنوشزونو
هيديمي جنوشزونو (باليابانية: 地主園 秀美) (14 أبريل 1989 في كاغوشيما في اليابان – )؛ هو لاعب كرة قدم ياباني سابق كان يلعب كلاعب وسط.

## وصلات خارجية
- هيديمي جنوشزونو على موقع رابطة كرة القدم اليابانية للمحترفين (اليابانية)
- هيديمي جنوشزونو على موقع قاعدة بيانات كرة القدم.إي يو (الإنجليزية)
- هيديمي جنوشزونو على موقع Soccerway.com (الإنجليزية)